# Örsjön (Abilds socken, Halland)
Örsjön är en sjö i Falkenbergs kommun i Halland och ingår i Suseåns huvudavrinningsområde.